# Monyoród
Monyoród (horvátul: Minjorod, németül: Mun(j)erod) község Baranya vármegyében, a Bólyi járásban.

## Fekvése
A vármegye keleti részén fekszik, mintegy félúton Pécs és Mohács között. Mindössze négy települési szomszédja van: kelet felől Versend, dél felől Bóly, nyugat felől Szederkény, északnyugat felől pedig Máriakéménd.

### Megközelítése
A község határai között, a belterülettől mintegy 2,5-3 kilométerre délre áthalad a Mohács–Pécs közt húzódó 57-es főút és az M60-as autópálya is, ezek révén az ország távolabbi részei felől is könnyen elérhető. Központja tekintetében ezzel együtt is zsáktelepülésnek tekinthető, mivel csak az 57-es főútról letérve, az 56 116-os számú mellékúton érhető el. Határszélét délen érinti még az M60-as építkezése folytán megcsonkult 5704-es út, és annak az ugyanezen okból csonkává vált szederkényi szakasza, amely ma az 57 134-es útszámozást viseli.
Vasútvonal az egész környéket nem érinti, a legközelebbi vasúti csatlakozási lehetőséget a Villány–Magyarbóly-vasútvonal Bóly megállóhelye kínálja, bő 10 kilométerre délkeletre.

## Története
A községről az első fellelt írásos emlék egy Anjou-korabeli, 1389-ből származó oklevél. Ez Monorod néven említi. Később előfordul Monyaród és Manyorod változatban is. Története során földesura volt Török Bálint. Erről egy 1552. évi adólajstrom tanúskodik. A török hódoltság korában szerencsés fekvésének köszönhetően nem pusztult el. A 18. század elejétől a pécsváradi apátság birtoka, majd annak megszüntetése után a Budapesti Tudományegyetem tulajdonába kerül. Magyar település volt, csak néhány horvát család települt Monyoródra. A 18. század végén erősen megcsappan a magyar lakosság létszáma, telkeiket a környező falvakban élő németek vásárolják meg. A németek közül 1940-ben többen tagjai lettek a Volksbundnak, s a szovjet csapatok elől menekülve 23 család Németországba távozott, ahonnan nem is tért vissza. Vagyonukat a vármegye különböző településeiről érkezett szegényparasztok kapták meg, s 1947-ben a Felvidékről is betelepítettek 18 magyar családot.
A közigazgatási átszervezések szinte évtizedenként hoztak változást. Kezdetben a szederkényi körjegyzőséghez tartozott, majd 1950-től önálló tanács alakult. 1965-től ismét a szederkényi közös tanács tagja lett. 1990-ben önálló önkormányzatot hoztak létre.
Az 1907-es helységnévtár adatai szerint a lakóházak száma 115, lakónépessége 578, német és horvát nemzetiségűek, római katolikusok. A 20. század végén a falu három utcájában fekvő 96 lakóházat (ebből egy az önkormányzat tulajdona) 218-an lakták. A népességszám az elmúlt években is folyamatosan csökkenő.
2001-ben a lakosság 13%-a németnek vallotta magát.

## Közélete

### Polgármesterei
- 1990–1994: Ember József (SZDSZ)[5]
- 1994–1998: Ember József (SZDSZ)[6]
- 1998–2002: Horváth György (független)[7]
- 2002–2006: Horváth György (független)[8]
- 2006–2010: Horváth György (független)[9]
- 2010–2014: Horváth György (független)[10]
- 2014–2019: Horváth György (független)[11]
- 2019–2024: Simon Gábor (független)[12]
- 2024– : Simon Gábor (független)[1]

## Népesség
A település népességének változása:
| Lakosok száma | 176  | 164  | 158  | 147  | 166  | 168  | 177  | 169  |
|               | 2013 | 2014 | 2015 | 2019 | 2021 | 2022 | 2023 | 2024 |

A 2011-es népszámlálás során a lakosok 64,9%-a magyarnak, 1,3% cigánynak, 8,4% horvátnak, 14,9% németnek, 1,3% románnak mondta magát (33,1% nem nyilatkozott; a kettős identitások miatt a végösszeg nagyobb lehet 100%-nál). A vallási megoszlás a következő volt: római katolikus 45,5%, református 7,1%, felekezeten kívüli 8,4% (39% nem nyilatkozott).
2022-ben a lakosság 79,8%-a vallotta magát magyarnak, 14,3% németnek, 4,2% cigánynak, 2,4% horvátnak, 1,8% örménynek, 0,6% szlovénnek, 1,8% egyéb, nem hazai nemzetiségűnek (16,7% nem nyilatkozott; a kettős identitások miatt a végösszeg nagyobb lehet 100%-nál). Vallásuk szerint 41,7% volt római katolikus, 2,4% református, 0,6% egyéb keresztény, 0,6% egyéb katolikus, 22,6% felekezeten kívüli (32,1% nem válaszolt).

## Látnivalók
- Különös látvány a kőbánya-rekultiváció területén látható kőfal, ahol jól kirajzolódnak a különböző geológiai rétegek, és amit most dróthálóval is védenek.
- A Pécsi borvidék-Versendi körzetéhez tartozó Babarc, Bár, Bóly, Dunaszekcső, Hásságy, Lánycsók, Máriakéménd, Mohács, Monyoród, Nagynyárád, Olasz, Szajk, Szederkény, Versend nevével fémjelzett terület a Juhfark nevezetes, hagyományos termőhelye. 30-40 présház van a falu környékén, ahol a szőlőket gondosan művelik is, ugyanis kiváló fehérborok érlelődnek a hordókban - Juhfark, Chardonnay, Cserszegi fűszeres. Több gazda is akad, aki szívesen viszi a borát a versenyekre.